# アダムズ郡 (ノースダコタ州)
アダムズ郡 (アダムズぐん、英: Adams County) はアメリカ合衆国ノースダコタ州に位置する郡である。2000年現在、人口は2,593人である。ここの郡庁所在地はヘッティンガー (Hettinger) である。

## 地理
アメリカ合衆国統計局によると、この郡は総面積4,315 km2 (1,666 mi2) である。このうち4,298 km2 (1,659 mi2) が陸地で17 km2 (6 mi2) が水地域である。総面積の0.39%が水地域となっている。

## 人口動静
2000年現在の国勢調査で、この郡は人口2,593人、1,121世帯、及び725家族が暮らしている。人口密度は1/km2 (2.6/mi2) である。0.6/km2 (1.4/mi2) の平均的な密度に1,416軒の住居が建っている。この郡の人種的構成は白人98.5%、アフリカン・アメリカン0.54%、先住民0.31%、アジア系アメリカ人アジア0.15%、太平洋諸島系0.12%、その他の人種0.12%、及び混血0.35%である。人口の0.27%がヒスパニックまたはラテン系である。
この郡内の住民は23.20%が18歳未満の未成年、18歳以上24歳以下が4.10%、25歳以上44歳以下が21.70%、45歳以上64歳以下が27.00%、及び65歳以上が24.10%にわたっている。中央値年齢は46歳である。女性100人ごとに対して男性は91.50人である。18歳以上の女性100人ごとに対して男性は90.60人である。
この郡の世帯ごとの平均的な収入は29,079米ドルであり、家族ごとの平均的な収入は34,306米ドルである。男性は23,073米ドルに対して女性は18,714米ドルの平均的な収入がある。この郡の一人当たりの収入 (per capita income) は18,425米ドルである。人口の10.40%及び家族の8.50%は貧困線以下である。全人口のうち18歳未満の11.10%及び65歳以上の11.1%は貧困線以下の生活を送っている。

## 市町村
- ビュサイラス（Bucyrus）
- ヘーンズ（Haynes）
- ヘッティンガー（Hettinger）
- リーダー（Reeder）

座標: 北緯46度05分 西経102度32分 / 北緯46.09度 西経102.53度